# Edvin Fornander
Sven Gustaf Edvin Fornander, född 8 juli 1883 i Mönsterås församling, Kalmar län, död 27 september 1951 i Engelbrekts församling, Stockholm, var en svensk bergsingenjör och direktör. Han var bror till Axel Fornander och far till Sven Fornander.
Fornander utexaminerades 1907 som bergsingenjör. Han var anställd som ingenjör vid Uddeholms AB i Hagfors 1911–1916 och var överingenjör vid Hagfors järnverk 1929–1934. Han utnämndes 1934 till teknisk direktör för samtliga Uddeholms järnverk.

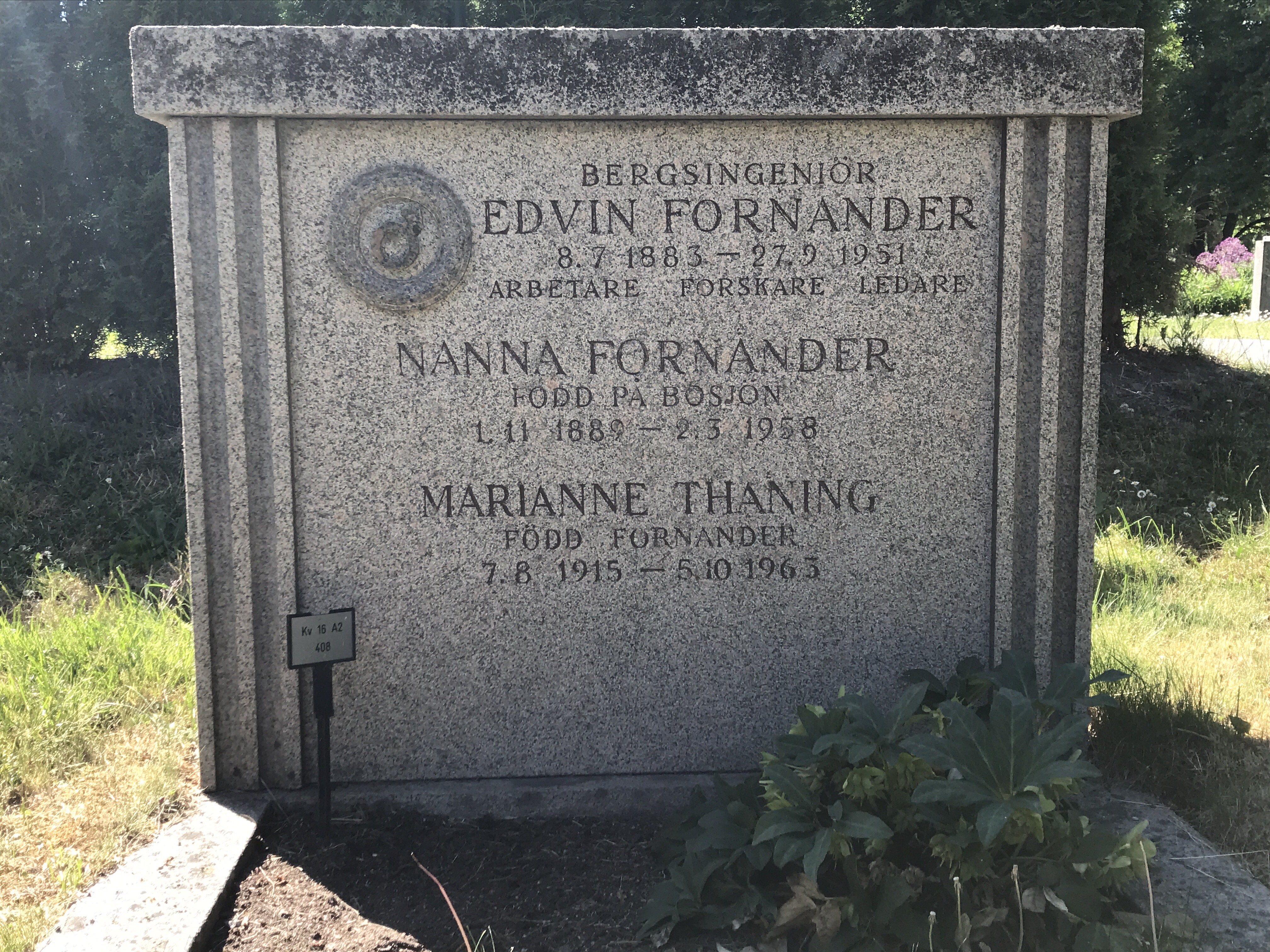
Gravvård Norra begravningsplatsen

Fornander invaldes 1940 som ledamot av Kungliga Ingenjörsvetenskapsakademien.
Edvin Fornander var gift med Nanna Bergström. Barnboksförfattare under pseudonymen Bertie Bergen.